# Ansamblul urban III, Timișoara

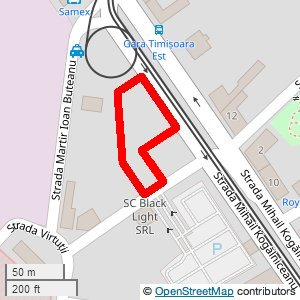
Localizarea și limitele ansamblului

Ansamblul urban III este o zonă din cartierul Fabric al Timișoarei, declarată monument istoric, având codul LMI TM-II-a-B-06102.

## Descriere
Ansamblul este format din casa șvăbească de pe strada Virtuții la numărul 4 și clădirile situate pe strada Mihail Kogălniceanu la numerele 19 și 21.

## Istoric
La fel ca la Ansamblul urban I, zona, fiind situată în afara zonei Non Aedificandi a cetății Timișoara, și-a păstrat caracterul rural până spre sfârșitul secolului al XIX-lea. Zona s-a dezvoltat după 1892, adică după defortificarea Timișoarei. S-a trasat actuala tramă stradală și au apărut clădirile cu etaj.
| Poz. | Descriere       | Adresă, Coordonate                                                           | Data autorizării, data terminării, Arhitect | Imagine | Note  |
| ---- | --------------- | ---------------------------------------------------------------------------- | ------------------------------------------- | ------- | ----- |
| 1    | Casă șvăbească. | Str. Virtuții, nr. 4 45°45′54″N 21°14′42″E / 45.7649°N 21.2449°E             | sec. al XIX-lea                             |         | [ 4 ] |
| 2    | Casă.           | Str. Mihail Kogălniceanu, nr. 19 45°45′55″N 21°14′43″E / 45.7654°N 21.2452°E | c. 1900                                     |         | [ 4 ] |
| 3    | Casă.           | Str. Mihail Kogălniceanu, nr. 21 45°45′56″N 21°14′42″E / 45.7656°N 21.2450°E | c. 1900                                     |         | [ 4 ] |